# Prefektura Kanagawa
Prefektura Kanagawa (jap. 神奈川県 Kanagawa-ken) – prefektura znajdująca się na południu regionu Kantō w Japonii. Jej stolicą jest miasto Jokohama. Prefektura ma powierzchnię 2 416,10 km². W 2020 r. mieszkało w niej 9 240 411 osób, w 4 220 233 gospodarstwach domowych  (w 2010 r. 9 049 500 osób, w 3 843 424 gospodarstwach domowych).

## Położenie
Prefektura leży na wschodnim wybrzeżu wyspy Honsiu na południe od Tokio. Graniczy z Tokio oraz prefekturami: Shizuoka i Yamanashi.
Wschodnia część nizinna i silnie zurbanizowana z miastami: Jokohamą, Kawasaki, Kamakura. Część zachodnia górzysta z ośrodkami wypoczynkowymi: Odawara i Hakone.

## Miasta
1 stycznia 2021 r. w skład prefektury wchodziło 19 większych miast (shi), 13 mniejszych (miasteczek, machi) i 1 wioska (gmina wiejska, mura).
Miasta leżące w prefekturze Kanagawa:

- Atsugi
- Ayase
- Chigasaki
- Ebina
- Fujisawa
- Hadano
- Hiratsuka
- Isehara
- Kamakura
- Kawasaki
- Minamiashigara
- Miura
- Odawara
- Sagamihara
- Yamato
- Jokohama (stolica)
- Yokosuka
- Zama
- Zushi

### Miasteczka i wioski
- Powiat Aikō
  - Aikawa
  - Kiyokawa
- Powiat Ashigarakami
  - Kaisei
  - Matsuda
  - Nakai
  - Ōi
  - Yamakita
- Powiat Ashigarashimo
  - Hakone
  - Manazuru
  - Yugawara
- Powiat Kōza
  - Samukawa
- Powiat Miura
  - Hayama
- Powiat Naka
  - Ninomiya
  - Ōiso

| Nazwa                                                | Nazwa              | Nazwa    | Powierzchnia (km²) | Ludność   | Kod jednostki | Powiat        | Mapa |
| Polska nazwa                                         | Rōmaji             | Kanji    | Powierzchnia (km²) | Ludność   | Kod jednostki | Powiat        | Mapa |
| ---------------------------------------------------- | ------------------ | -------- | ------------------ | --------- | ------------- | ------------- | ---- |
| Aikawa                                               | Aikawa-machi       | 愛川町   | 34,28              | 39 894    | 14401         | Powiat Aikō   |      |
| Atsugi                                               | Atsugi-shi         | 厚木市   | 93,84              | 223 747   | 14212         |               |      |
| Ayase                                                | Ayase-shi          | 綾瀬市   | 22,14              | 83 964    | 14218         |               |      |
| Chigasaki                                            | Chigasaki-shi      | 茅ヶ崎市 | 35,70              | 242 603   | 14207         |               |      |
| Ebina                                                | Ebina-shi          | 海老名市 | 26,59              | 136 581   | 14215         |               |      |
| Fujisawa                                             | Fujisawa-shi       | 藤沢市   | 69,56              | 437 155   | 14205         |               |      |
| Hadano                                               | Hadano-shi         | 秦野市   | 103,76             | 162 579   | 14211         |               |      |
| Hakone                                               | Hakone-machi       | 箱根町   | 92,86              | 11 303    | 14382         | Ashigarashimo |      |
| Hayama                                               | Hayama-machi       | 葉山町   | 17,04              | 31 627    | 14301         | Miura         |      |
| Hiratsuka                                            | Hiratsuka-shi      | 平塚市   | 67,82              | 258 524   | 14203         |               |      |
| Isehara                                              | Isehara-shi        | 伊勢原市 | 55,56              | 101 839   | 14214         |               |      |
| Jokohama                                             | Yokohama-shi       | 横浜市   | 437,71             | 3 778 318 | 14100         |               |      |
| Kaisei                                               | Kaisei-machi       | 開成町   | 6,55               | 18 333    | 14366         | Ashigarakami  |      |
| Kamakura                                             | Kamakura-shi       | 鎌倉市   | 39,67              | 172 821   | 14204         |               |      |
| Kawasaki                                             | Kawasaki-shi       | 川崎市   | 143,01             | 1 539 081 | 14130         |               |      |
| Kiyokawa                                             | Kiyokawa-mura      | 清川村   | 71,24              | 3 038     | 14402         | Aikō          |      |
| Manazuru                                             | Manazuru-machi     | 真鶴町   | 7,05               | 6 725     | 14383         | Ashigarashimo |      |
| Matsuda                                              | Matsuda-machi      | 松田町   | 37,75              | 10 840    | 14363         | Ashigarakami  |      |
| Minamiashigara                                       | Minamiashigara-shi | 南足柄市 | 77,12              | 40 859    | 14217         |               |      |
| Miura                                                | Miura-shi          | 三浦市   | 32,05              | 42 098    | 14210         |               |      |
| Nakai                                                | Nakai-machi        | 中井町   | 19,99              | 9 299     | 14361         | Ashigarakami  |      |
| Ninomiya                                             | Ninomiya-machi     | 二宮町   | 9,08               | 27 578    | 14342         | Naka          |      |
| Odawara                                              | Odawara-shi        | 小田原市 | 113,60             | 188 986   | 14206         |               |      |
| Ōi                                                   | Ōi-machi           | 大井町   | 14,38              | 17 138    | 14362         | Ashigarakami  |      |
| Ōiso                                                 | Ōiso-machi         | 大磯町   | 17,18              | 31 673    | 14341         | Naka          |      |
| Sagamihara                                           | Sagamihara-shi     | 相模原市 | 328,91             | 725 302   | 14150         |               |      |
| Samukawa                                             | Samukawa-machi     | 寒川町   | 13,34              | 48 366    | 14321         | Kōza          |      |
| Yamakita                                             | Yamakita-machi     | 山北町   | 224,61             | 9 773     | 14364         | Ashigarakami  |      |
| Yamato                                               | Yamato-shi         | 大和市   | 27,09              | 239 269   | 14213         |               |      |
| Yokosuka                                             | Yokosuka-shi       | 横須賀市 | 100,82             | 388 504   | 14201         |               |      |
| Yugawara                                             | Yugawara-machi     | 湯河原町 | 40,97              | 23 433    | 14384         | Ashigarashimo |      |
| Zama                                                 | Zama-shi           | 座間市   | 17,57              | 132 180   | 14216         |               |      |
| Zushi                                                | Zushi-shi          | 逗子市   | 17,28              | 56 981    | 14208         |               |      |
| Prefektura Kanagawa                                  | Kanagawa-ken       | 神奈川県 | 2 416,10           | 9 240 411 | 14            |               |      |
| * Miasta (shi) nie znajdują się w żadnym z powiatów. |                    |          |                    |           |               |               |      |

## Sporty

### Football i lekkoatletyka
- Stadion Nissan – w Jokohamie
- Mitsuzawa Stadium – w Jokohamie
- Todoroki Athletics Stadium – w Kawasaki
- Hiratsuka Athletics Stadium

### Baseball
- Yokohama Stadium
- Kawasaki Stadium
- Yokosuka Stadium

### Hale sportowe
- Yokohama Arena
- Yokohama Cultural Gymnasium
- Todoroki Arena – w Kawasaki
- Odawara Arena

### Kluby
Piłka nożna
- Kawasaki Frontale – Todoroki Athletics
- Yokohama F. Marinos – Stadion Nissan
- Yokohama F.C. – Mitsuzawa Ballpark
- Shonan Bellmare – Hiratsuka Athletic Stadium (piłka nożna) i Odawara Arena (futsal)

Baseball
- Yokohama BayStars – Yokohama Stadium i Yokosuka Stadium

Siatkówka
- NEC Red Rockets – Todoroki Arena

## Galeria

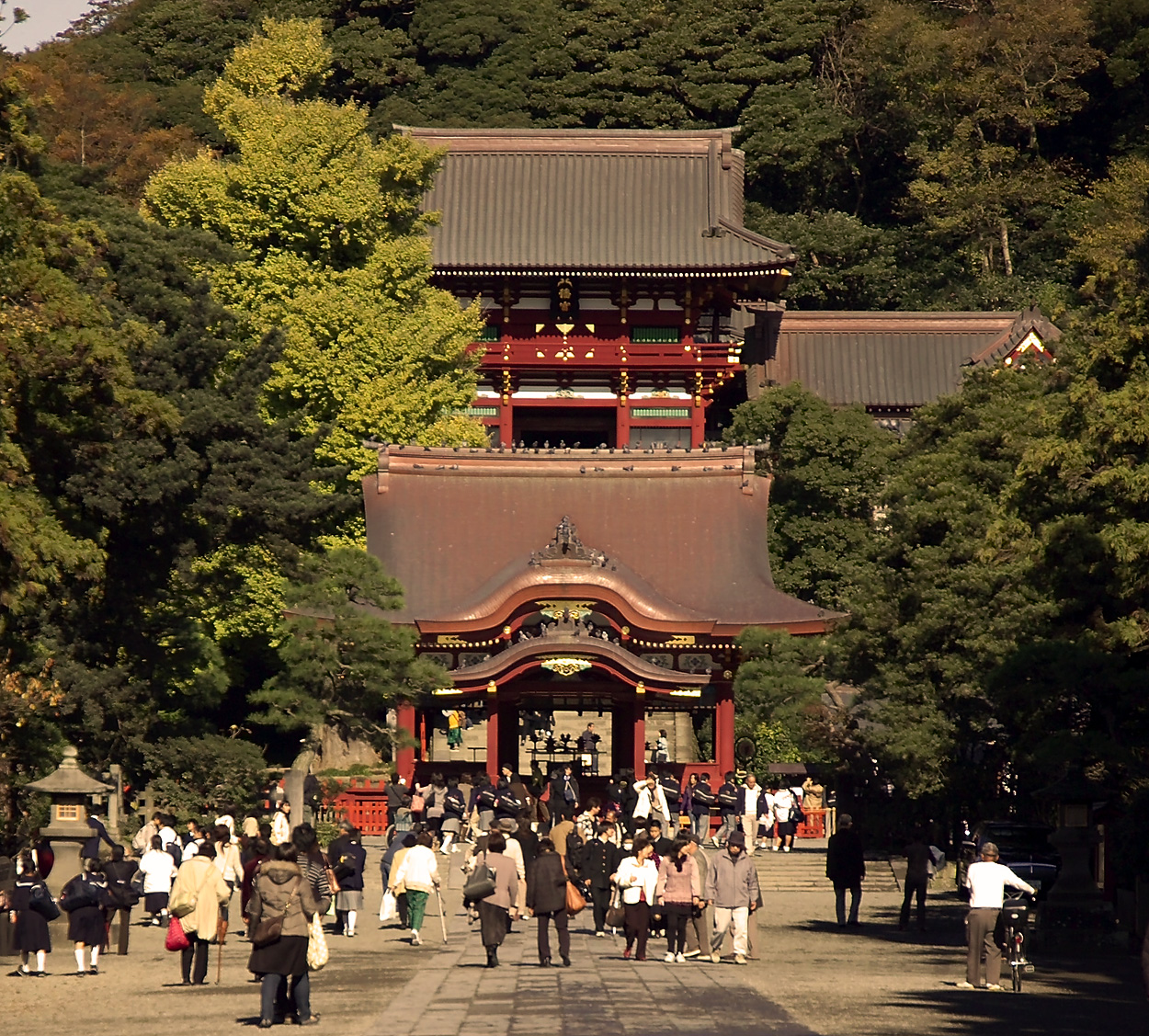
Świątynia Tsurugaoka Hachiman w Kamakurze
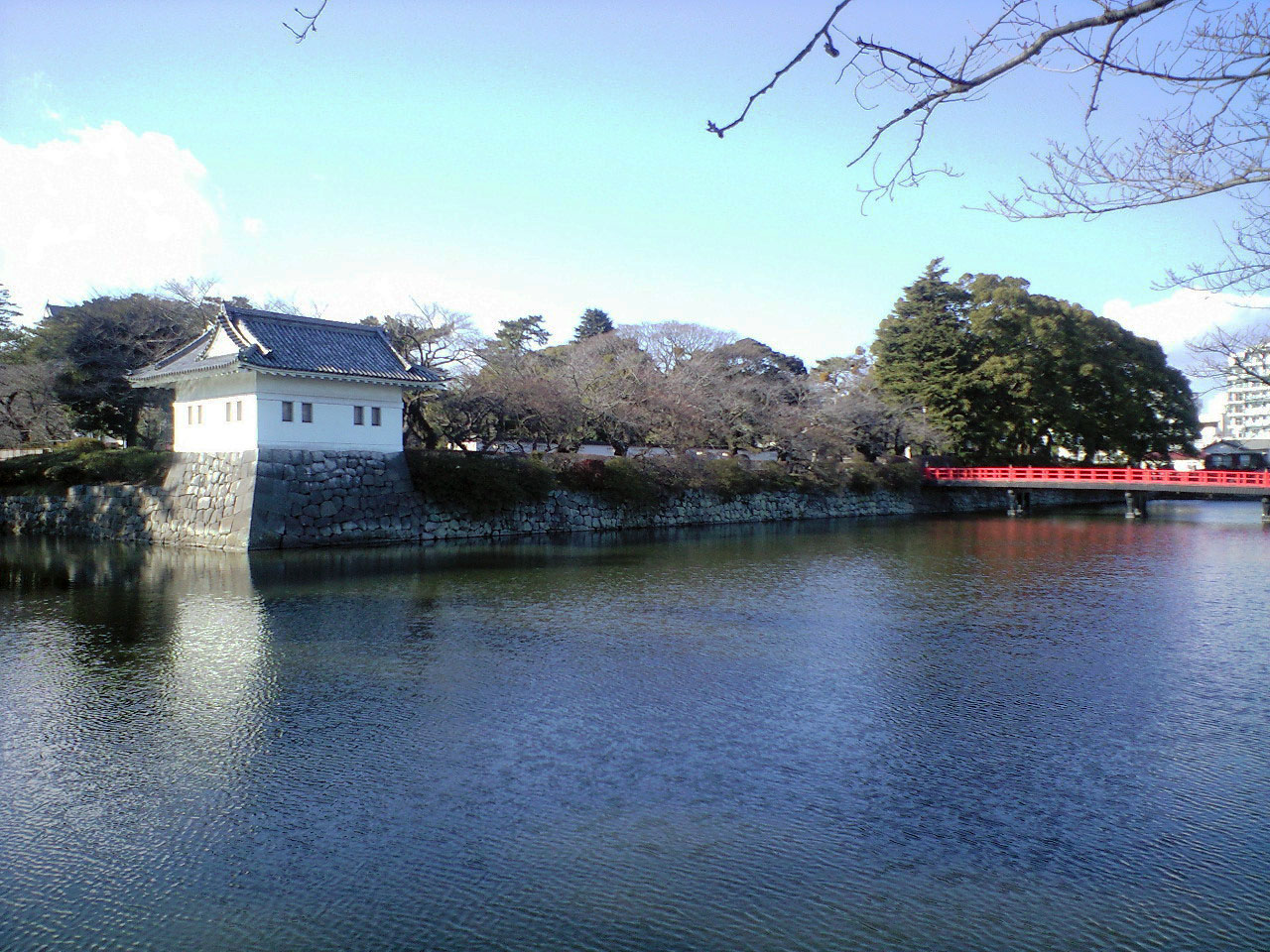
Zamek Odawara
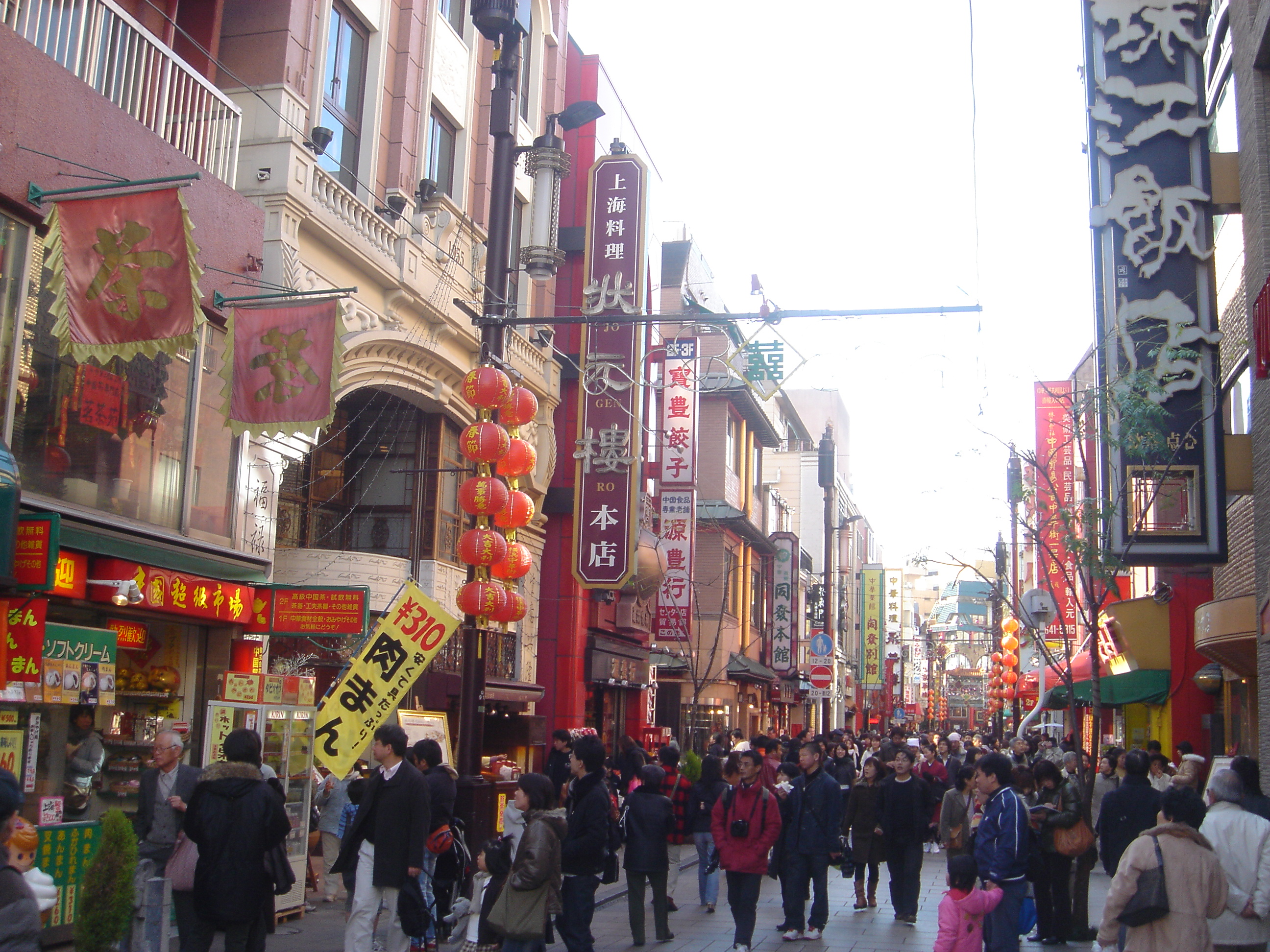
Chinatown w Jokohamie
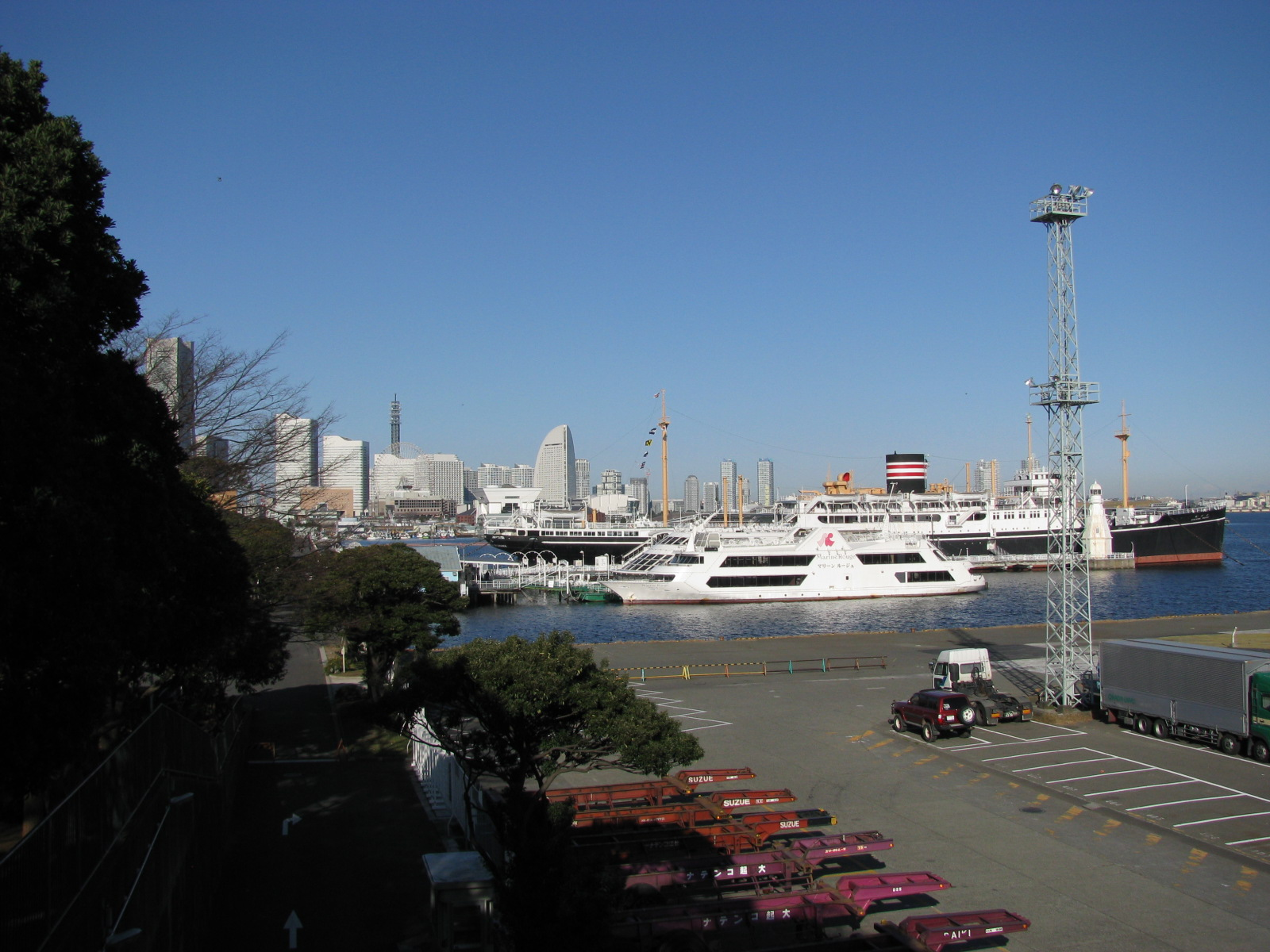
Port w Jokohamie
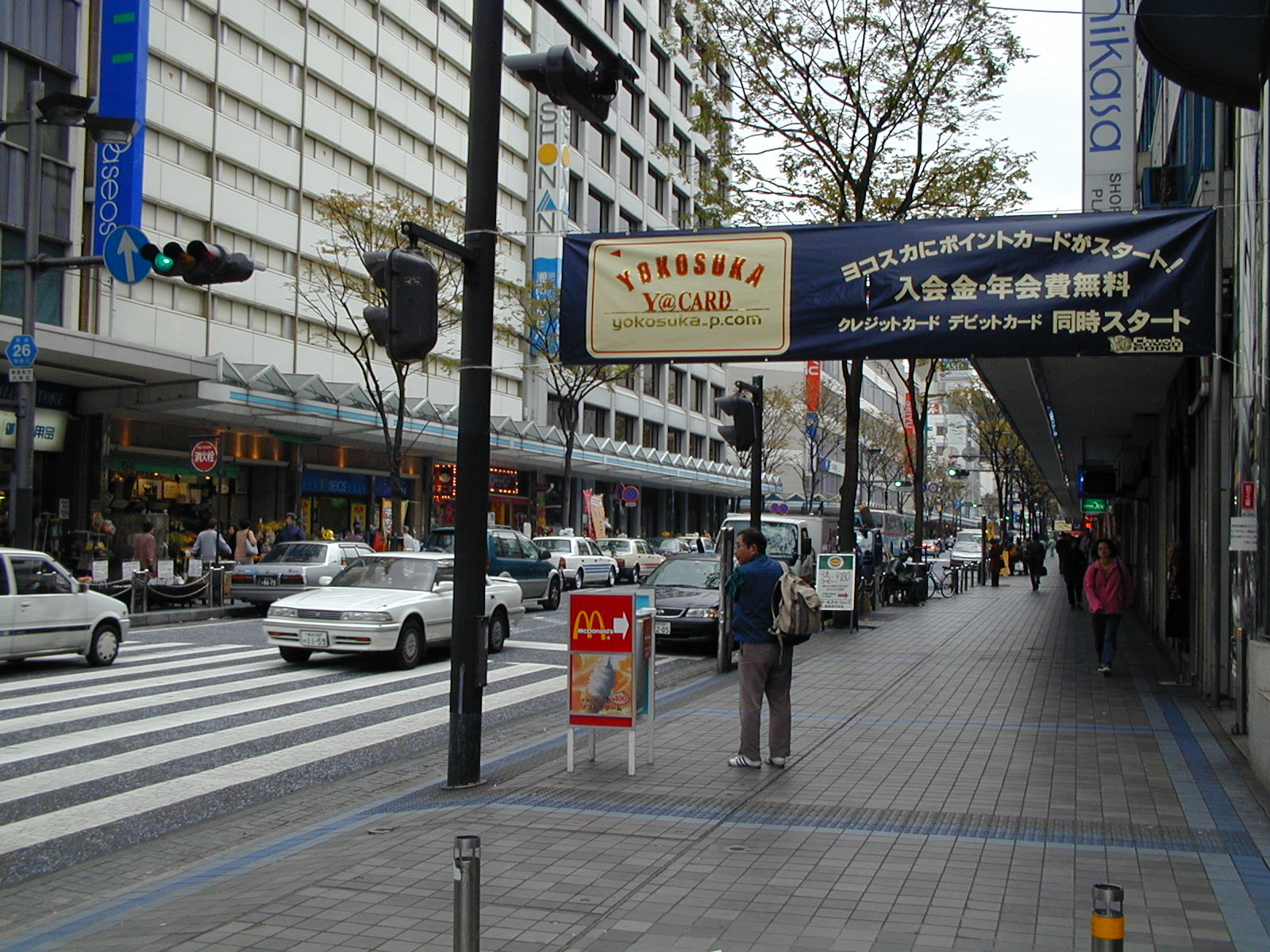
Yokosuka